# Вигневич, Небойша
Небойша Вигневич (серб. Небојша Вигњевић; род. 15 мая 1968, Белград) — югославский и сербский футболист; тренер.

## Карьера

### Игрока
Воспитанник «Партизана». Несколько сезонов провёл в Первой лиге Югославии за «Рад». На закате своей карьеры Вигневич уехал в Канаду, где выступал в клубе «Торонто Линкс».

### Тренера
Закончив играть, Вигневич вернулся на родину. Свою тренерскую карьеру он начал в юниорских командах «Рада». Первый успех к наставнику пришёл в черногорском «Рударе», который он приводит к титулу чемпиона страны. Позднее Вигневич один сезон работал с «Воеводиной». Семь лет сербский специалист возглавлял венгерский «Уйпешт». За это время Вигневич побеждал с клубом в Кубке и Суперкубке страны. В июне 2020 года был отправлен в отставку после двух поражений, которые команда потерпела после долгой паузы, связанной с распространением коронавирусной инфекции.
В июле 2021 года Небойша Вигневич вернулся к тренерской работе и стал главным тренером латвийского клуба «Лиепая».

## Достижения
- Чемпион Черногории: 2009/10
- Обладатель Кубка Черногории (2): 2009/10, 2010/11
- Обладатель Кубка Венгрии (2): 2013/14, 2017/18
- Финалист Кубка Венгрии: 2015/16
- Обладатель Суперкубка Венгрии: 2014
- Финалист Кубка Сербии: 2012/13